# Burschenschaft Ripuaria
Die Burschenschaft Ripuaria ist eine Studentenverbindung deutscher Tradition in Valparaíso und Viña del Mar. Sie ist eine von fünf Burschenschaften in Chile.

## Geschichte
In den 1940er Jahren entwickelte sich Valparaíso nach der Gründung der Pontificia Universidad Católica de Valparaíso und der Universidad Técnica Federico Santa María allmählich zu einer Universitätsstadt. Am 30. Juni 1949 wurde daher auf Initiative des Deutschen Vereins Valparaíso und der anderen chilenischen Burschenschaften die Burschenschaft Gaudeamus gegründet. Aus dem 1838 gegründeten Deutschen Verein, dem „ältesten deutschen Verein Lateinamerikas“, gingen auch der Deutsche Frauen Verein, der Deutsche Ausflugsverein, der Deutsche Hilfsverein und der Deutsche Turn- und Sportverein in Valparaíso hervor.
Die Burschenschaft änderte ihren Namen im ersten Jahr ihres Bestehens in Ripuaria (von lat. ripa: das Ufer). Die Burschen der Ripuaria tragen ein schwarz-weiß-rotes, Füchse ein weiß-rotes Band, jeweils mit silberner Perkussion. Als Kopfbedeckung wird eine rote Mütze getragen. Der Wahlspruch lautet Zucht, Arbeit, Freude. 
Seit 1966 gehört die Ripuaria dem Bund Chilenischer Burschenschaften (BCB) an, der ein Freundschaftsabkommen mit der Deutschen Burschenschaft unterhält. 
In den Anfangsjahren der Burschenschaft war die Ripuaria im seit 1996 denkmalgeschützten Hauptsitz des Deutschen Vereins Valparaíso untergebracht. Das Korporationshaus der Ripuaria steht heute in Viña del Mar, einem Nachbarort.